# نيل (مغني)
نيل هو مغني وممثل كوري جنوبي ولد في 16 أغسطس 1994.